# Roudnia
Roudnia (en russe : Рудня) est une ville de l'oblast de Smolensk, en Russie, et le centre administratif du raïon de Roudnia. Sa population s'élevait à 9 803 habitants en 2014.

## Géographie
Roudnia est située sur la rivière Malaïa Berezina, dans le bassin du Dniepr, à 66 km au nord-ouest de Smolensk et à 424 km à l'ouest-sud-ouest de Moscou.

## Histoire
La première mention de Roudnia remonte à 1363, sous la forme Rodnia. Elle a le statut de ville depuis 1926. Au début du XXe siècle, la communauté juive représente 71% de la population totale de ce qui est alors un shtetl. En 1941, les juifs seront assassinés lors d'exécutions de masse perpétrées sur place par un Einsatzgruppen.
Elle connaît en juillet 1941 le premier emploi du lance-roquettes soviétique Katioucha, l'une des armes emblématiques de l'Armée rouge durant la Seconde Guerre mondiale.

## Population
Recensements (*) ou estimations de la population
| 1897* | 1926* | 1939* | 1959* | 1970*  | 1979*  |
| ----- | ----- | ----- | ----- | ------ | ------ |
| 4 100 | 3 551 | 7 300 | 8 152 | 10 438 | 11 019 |

| 1989*  | 2002* | 2010*  | 2012  | 2013  | 2014  |
| ------ | ----- | ------ | ----- | ----- | ----- |
| 11 032 | 9 853 | 10 030 | 9 954 | 9 867 | 9 803 |